# Lobos sucios
Lobos sucios é um filme espanhol dos géneros drama e suspense, realizado por Simón Casal, escrito por Carmen Abarca, Paula Cons, Felipe Rodríguez e Noelia del Río e protagonizado por Marian Álvarez e Manuela Vellés. Fez sua estreia mundial no Festival de Cinema de Mill Valley a 10 de outubro de 2015 e estreou-se em Espanha a 8 de abril de 2016.

## Elenco
- Marian Álvarez como Manuela
- Manuela Vellés como Candela
- Isak Férriz como Miguel Peña
- Pierre Kiwitt como Franz
- Thomas Coumans como Edgar
- Sam Louwyck como Bryan
- Ricardo de Barreiro como Virutas
- Xosé Manuel Esperante como Márquez
- Rosa Álvarez como Rosalía
- Mara Sánchez como Vicenta
- Luísa Merelas como María

## Reconhecimentos
| Ano  | Prémio                                                 | Categoria                    | Destinatários e nomeados                                 | Resultado | Referências |
| ---- | ------------------------------------------------------ | ---------------------------- | -------------------------------------------------------- | --------- | ----------- |
| 2015 | Prémios Mestre Mateo da Academia Galega do Audiovisual | Melhor filme                 | Lobos sucios                                             | Indicado  | [ 3 ] [ 4 ] |
| 2015 | Prémios Mestre Mateo da Academia Galega do Audiovisual | Melhor realização            | Simón Casal                                              | Indicado  | [ 3 ] [ 4 ] |
| 2015 | Prémios Mestre Mateo da Academia Galega do Audiovisual | Melhor argumento             | Paula Cons Felipe Rodríguez Noelia del Río Carmen Abarca | Indicado  | [ 3 ] [ 4 ] |
| 2015 | Prémios Mestre Mateo da Academia Galega do Audiovisual | Melhor atriz principal       | Marian Álvarez                                           | Indicado  | [ 3 ] [ 4 ] |
| 2015 | Prémios Mestre Mateo da Academia Galega do Audiovisual | Melhor ator secundário       | Ricardo de Barreiro                                      | Indicado  | [ 3 ] [ 4 ] |
| 2015 | Prémios Mestre Mateo da Academia Galega do Audiovisual | Melhor atriz secundária      | Manuela Vellés                                           | Indicado  | [ 3 ] [ 4 ] |
| 2015 | Prémios Mestre Mateo da Academia Galega do Audiovisual | Melhor direção de fotografia | Sergi Gallardo                                           | Indicado  | [ 3 ] [ 4 ] |
| 2015 | Prémios Mestre Mateo da Academia Galega do Audiovisual | Melhor direção de arte       | Antonio Pereira                                          | Venceu    | [ 3 ] [ 4 ] |
| 2015 | Prémios Mestre Mateo da Academia Galega do Audiovisual | Melhor direção de produção   | Carlos Amoedo                                            | Indicado  | [ 3 ] [ 4 ] |
| 2015 | Prémios Mestre Mateo da Academia Galega do Audiovisual | Melhor montagem              | Jordi López                                              | Indicado  | [ 3 ] [ 4 ] |
| 2015 | Prémios Mestre Mateo da Academia Galega do Audiovisual | Melhor canção original       | Sergio Moure                                             | Indicado  | [ 3 ] [ 4 ] |
| 2015 | Prémios Mestre Mateo da Academia Galega do Audiovisual | Melhor mistura de som        | Guilhem Donzel Srdjan Kurpjel M.P.S.Z.                   | Indicado  | [ 3 ] [ 4 ] |
| 2015 | Prémios Mestre Mateo da Academia Galega do Audiovisual | Melhor guarda-roupa          | Marta Anta                                               | Venceu    | [ 3 ] [ 4 ] |
| 2015 | Prémios Mestre Mateo da Academia Galega do Audiovisual | Melhor maquilhagem e cabelos | Oriane de Neve Antonella Prestigia                       | Indicado  | [ 3 ] [ 4 ] |